# Dođi Kraljevstvo Tvoje
Dođi Kraljevstvo Tvoje je drugi studijski album kršćanskog rock sastava Glasnici nade. Album je obilježen Domovinskim ratom u Hrvatskoj i ratnim zbivanjima u Lašvanskoj dolini, rodnom kraju članova sastava. Na albumu su sudjelovali i glazbenici Zlatan Ćehić Ćeha, Zele Lipovača, Robert Jurčec Robi.

## Popis pjesama
1. "Ratnikov san" - 3:20
2. "Uvijek spremni" - 4:12
3. "Gdje ste sad?" - 3:03
4. "U mojim snovima" - 4:33
5. "Nešto između" - 1:59
6. "Njoj" - 5:13
7. "Dođi Kraljevstvo Tvoje" - 4:11
8. "U onaj dan" - 3:14
9. "Neka biva i neka bude po volji Tvojoj, Gospodine" - 4:00